# Theodorus Cornelis de Maaré
Theodorus Cornelis de Maaré (Rotterdam, 14 januari 1863 – Amsterdam, 19 november 1948) was een Nederlands cellist.

## Loopbaan
Hij kreeg zijn opleiding van Friedrich Gernsheim aan de Rotterdamse muziekschool. Hij vertrok naar Amsterdam om er zitting te nemen in het orkest van de Amsterdamsche Orkestvereeniging om later mee te verhuizen naar het Concertgebouworkest, waar ook zijn vrouw (onder andere pianiste) in speelde. Hij werd voorts docent aan de Haarlemse Muziekschool van de Maatschappij tot Bevordering der Toonkunst. Hij trad soms als solist op, voornamelijk in Noord-Holland. Hij speelde met genoemd orkest samen met Isaäc Mossel en Leon H. Meerlo onder andere mee in het Requiem opus 66 van David Popper; geschreven voor drie cellisten en orkest. Met zijn zwager Jan Tak jr speelde Theodorus tot 1903 in het 'Robert Kwartet' met Willem Robert sr en diens zoon Willem jr. Hij trok zich echter al op vrij jonge leeftijd terug uit de muziekwereld en woonde met gezin aan het Harmoniehof 8. Hij werd gecremeerd op Westerveld.

## Familie
Hij was zoon van muziekonderwijzer Florentius Egbertus de Maaré en Louisa Drukker. Broer Adrianus Jozeas de Maaré (1865-1938) was dirigent bij de Grote Schouwburg in Rotterdam als ook van de hoornblazers van de Schutterij en bij de stafmuziek van de scherpschutters. Hij schreef voorts In vreugd en rouw elkaar getrouw. 
Theodorus Cornelis trouwde met musicus Geertruida Jacoba Susanna Tak, dochter van de violist en muziekonderwijzer Jan Abels Tak, docent van André Spoor]; haar broer Johannes Jacobus Franciscus Tak, violist en altist, speelde eveneens in het Concertgebouworkest. Hun zoon Theodorus Jan de Maaré was directeur van Utermöhlen & Co; dochter Louise Susanna (Lous) de Maaré was sopraan opgeleid door Berthe Seroen en muziekonderwijzeres.